# Walter Basso
Walter Basso (Camposampiero, 20 dicembre 1951) è uno scrittore italiano.

## Biografia
Vive i suoi primi anni in Belgio, presso Fontaine-l'Évêque. Durante un periodo di difficoltà lavorative, inizia a scrivere il libro umoristico dialettale dal titolo "El manual dea sganassada", seguendo lo stile di Dino Durante, e sempre nel 1996, "Ma 'nde' in mona!" e "Na grande ciavada".
In quello stesso anno Durante gli chiede di collaborare con lui ad un dizionario Italiano-Veneto, che uscirà nell'edizione "La Flaviana" nel 1997 con il titolo "Dizionario Italiano-Veneto" ottenendo una ristampa lo stesso anno. Da questo lavoro verrà tratto 1998 il Dizionario Veneto tascabile "Italiano-veneto" e "Veneto-italiano" del solo Basso, pubblicato da Vallardi.
Da quel momento inizia tra Basso e Durante una collaborazione che porterà alla nascita di un nuovo dizionario, nel 2000, dal titolo "Nuovo Dizionario Veneto Italiano Etimologico"; il nuovo dizionario etimologico riprende molti lemmi tradizionali o anche di nuovo uso, indicando anche l'evoluzione del dialetto nel corso del tempo.
Durante la collaborazione con Durante, Basso scrive anche un libro di racconti brevi in veneto-italiano in gran parte autobiografici dal titolo La fadiga de essare omo, da cui si svilupperà uno spettacolo teatrale, tratto dal libro.
Gestisce la Casa Editrice Scantabauchi "Centro di cultura veneta". Ha scritto i dialoghi del musical "La strada del successo" con la regia di P. Zanarella e dal libro è nato lo spettacolo di letteratura interpretativa (reading) con Andrea Bordin e Paolo Zanarella.

## Opere
- Veneto, Collana Dizionari tascabili, Milano, A. Vallardi, 1998,  p. 512, ISBN 88-8211-239-X. - tre edizioni
- con Dino Durante, Nuovo dizionario : veneto-italiano etimologico-italiano-veneto : con modi di dire e proverbi, Villanova del Ghebbo, CISCRA, 2000,  p. 467, ISBN 88-7328-006-4.
- Dizionario veneto. Italiano-veneto, veneto-italiano, Milano, A. Vallardi, 2009,  p. 509, ISBN 88-7887-208-3.
- con Dino Durante, Nuovo dizionario veneto-italiano etimologico italiano-veneto, Villanova del Ghebbo, CISCRA, 2000  [1997],  p. 468, ISBN 88-7328-006-4. - tre edizioni
- "Dizionario da scarsea" veneto-italiano, EDITORIALE PROGRAMMA, 2016  [2010],  p. 408, ISBN 9788866434122. - 1 edizione